# Željka Čorak

Željka Čorak (Zagreb, 15. ožujka 1943.), hrvatska povjesničarka umjetnosti, prevoditeljica, esejistica, književna i likovna kritičarka, članica suradnica HAZU od 2006. godine, redovita članica od 2018.

## Životopis
Rođena je 1943. godine u Zagrebu, gdje je pohađala Klasičnu gimnaziju, a 1967. diplomirala povijest umjetnosti i jugoslavenske književnosti. Doktorirala je 1976. tezom o arhitektu Dragi Ibleru Drago Ibler i hrvatska arhitektura između dva rata. Radila je kao urednica likovne rubrike u kulturnoj reviji Telegram (1968. – 1971.) te od 1976. do 1987. glavna urednica časopisa Život umjetnosti. Dugo, do umirovljenja, djelovala na Institutu za povijest umjetnosti u Zagrebu (po umirovljenju birana je emerita). Svojim se tekstovima, najprije književnim i likovnim kritikama, počela javljati u studentskom i stručnom tisku sredinom šezdesetih godina prošloga stoljeća i odmah se istaknula specifičnim stilom i bogatom erudicijom, a uskoro i posebnom izvornošću ideja u interpretaciji modernističkih tendencija i reafirmaciji slojevite, a često zanemarivane, domaće tradicije.
Bavi se poviješću i teorijom moderne arhitekture i urbanizma, te pitanjima suvremenoga planiranja i zaštite prostora. Začetnica je sekcije Prijedlog Zagrebačkoga salona. Uz znanstvene radove, piše likovne i književne eseje i kritike, prevodi poeziju s francuskoga, talijanskoga i engleskog jezika.
Prvom objavljenom knjigom Kaleidoskop u ediciji časopisa Razlog pridružila se naraštajnom krugu pisaca, a istodobno se i izdvojila apartnošću pristupa i angažiranošću tematike, zalažući se za dotad nedovoljno uočavane stilske tekovine, a posebno za prostore „dugoga trajanja“ i za ravnotežu prirodnih i kulturnih sastojaka. Problematici suvremene arhitekture pristupala je nedogmatski i tražila nîti epohalnih veza i suglasja. Zbirkom eseja i prepjeva, nazvanom Lanjski snijezi, potvrdila se kao iznimna poznavateljica najistančanijih tokova europske lirike i raznih jezika i epoha, od trubadura preko renesansnih pjesnika, manirista i barokista pa sve do simbolista i suvremenika. Posebno su uspjeli njezini prijevodi vezanih stihova, u formi i strofi originala, nezavisno od teškoća slijeđenja često upravo virtuoznih metričkih normi. U njezinu prepjevnu aktivu spadaju nadahnute hrvatske verzije Baudelairea i Verlainea, Shakespearea i Rilkea, Gesualda da Venosa i Folgorea da San Gimignano, Antonija Vivaldija i comtesse de Dia, Grytzka Mascionija i Borisa A. Novaka. A kao prevoditeljica proze i esejistike Željka Čorak dokazala se knjigama Henryja Boscoa i Umberta Eca, Rolanda Barthesa i Bruna Zevija, Josepha Bediera i inih.
Neosporno remek-djelo njezina je knjiga Krhotine, podnaslovljena kao Prilog poznavanju hrvatske provincije u XIX. stoljeću, ali zapravo je neodoljiva evokacija ambijenta, stanovnika i, pogotovo, predmetnih slojeva zavičajne sredine ispisana sekvencama pjesničke proze. Apostrofirana s nekoliko nagrada, prepoznata kao datum hrvatske memoaristike i iskaz elegičnoga feminilnoga senzibiliteta, ta je knjiga povijesna legitimacija i autorice i jednoga razdoblja hrvatske književnosti (uoči Domovinskoga rata). Kao rezultat angažmana u akcijama hrvatskog centra PEN kluba nastala je polemička zbirka feljtona i eseja Oproštajno pismo gospodinu Mitterrandu. Priloge i studije o urbanizmu rodnoga grada okupila je u knjizi Zagreb, pisani prostor, a članke i crtice, također naglašene literarne vokacije, objavljivane u časopisu Vijenac, objedinila je u svesku nazvanom Ptica mojega jezika. Cjelinom svojega spisateljskog i prevoditeljskog opusa Željka Čorak doista je njegovateljica i zagovornica najviše stilske razine svojega hrvatskog jezika.
Zaposlena na Institutu za povijest umjetnosti u Zagrebu, nastavila je voditi istraživački Urbanistički razvoj hrvatskih gradova i arhitektonska dostignuća u 20. st. te sada privodi kraju rad na sinteznom pregledu hrvatske arhitekture 19./20. stoljeća. U tom razdoblju objavila je tekstove u dvadesetak kataloga te kritičke prikaze, osvrte i članke u novinama, časopisima i radioemisijama iz šire kulturološke, a nadasve iz umjetničke problematike. Sudjelovala je i na brojnim znanstvenim skupovima u Hrvatskoj. Svoju aktivnu nazočnost u javnom životu potvrdila je ulogom predsjednice žirija za izbor kipa pape Ivana Pavla II. u Dubrovniku (I. nagrada akademkinja M. Ujević-Galetović). Priredila je monografsku slikarsku izložbu akademkinje N. Kavurić-Kurtović u Zaboku 2013., na više mjesta pismeno je ili usmeno izlagala o kiparskim djelima akademika Š. Vulasa. Surađivala je na brojnim srodnim ili tematskim izložbama područnih muzeja i galerija kontinentalne Hrvatske i Bosne i Hercegovine. Pri Ministarstvu kulture Republike Hrvatske bila je članica državnog Vijeća za kulturna dobra i članica odborâ HAZU na istom polju.

## Vanjske poveznice
- Čorak, Željka Hrvatska tehnička enciklopedija, portal hrvatske tehničke baštine. LZMK